# I’ll Never Smile Again
I’ll Never Smile Again ist eine Komposition von Ruth Lowe. Der Song wurde im Jahr 1939 geschrieben und 1940 von Tommy Dorsey und Frank Sinatra aufgenommen und veröffentlicht.

## Entstehung des Songs
Die junge Kanadierin Ruth Lowe, die Pianistin bei Ira Rae Hutton war, schrieb „I’ll Never Smile Again“ in Erinnerung an ihren verstorbenen Mann.  Als die Tommy Dorsey Band im Sommer 1939 in Toronto weilte und im Rahmen der kanadischen Nationalausstellung auftrat, kam Ruth Lowe jeden Abend zum Bühnenbereich, um Tommy Dorsey zu treffen. Sie hätte ein Demo; der Song würde gut zu seiner Band passen, meinte sie zu den Bandmitgliedern. Schließlich erbarmte sich Carmen Mastren, Pianist und Arrangeur der Band und nahm das Demo an, konnte aber Dorsey nicht dazu bringen es anzuhören. Schließlich landete der Song, der inzwischen verkauft worden war, bei Glenn Miller, der es mit mäßigem Erfolg aufnahm. Acht Monate nach den Toronto-Auftritten entschied sich Dorsey dann doch, den Song am 23. Mai 1940 mit Frank Sinatra einzuspielen; er wurde einer seiner größten Hits. Die Zuhörerinnen der späteren Kriegszeit interpretierten den Songtext dann als Ausdruck ihrer eigenen Einsamkeit.
„I'll Never Smile Again“ war dann der erste #1-Hit in der wöchentlichen Billboard Hitparade der   meistverkauften Singles.
Danach wurde der Song von vielen Künstlern der populären Musik wie des Jazz interpretiert; die frühen Versionen, u. a. von Django Reinhardt/Hubert Rostaing 1947 machten ihn bei ihrer Blue Star Session auch zu einem Jazz-Standard, der dann von Johnny Otis, Bill Evans, Dave Brubeck, George Shearing, Teddy Stauffer, Oscar Peterson und vielen anderen gespielt wurde.

## Sonstiges
Der Titel des Liedes wurde 1941 für den Kurzfilm I'll Never Heil Again der Three Stooges parodiert; das „Heil“ im Titel bezieht sich auf den im Film persiflierten Nationalsozialismus.